# Hertella
Hertella — рід лишайників родини Placynthiaceae. Назва вперше опублікована 1985 року.